# Союз МС-14
Союз МС-14 (№ 743, ISS-60S) — российский транспортный пилотируемый космический корабль серии «Союз МС» семейства «Союз», запуск которого в беспилотном (грузовозвращающем) варианте к Международной космической станции состоялся 22 августа 2019 года с космодрома Байконур. Для запуска пилотируемого корабля впервые использовалась ракета-носитель «Союз-2.1а». Беспилотный вариант запуска выполнен с целью сертификации ракеты и корабля, а также для отработки новой системы аварийного спасения. На борту корабля находился антропоморфный робот Skybot F-850.
7 сентября 2019 года спускаемый аппарат корабля с роботом Skybot F-850 и грузами успешно приземлился в 147 км юго-восточнее города Жезказган. При спуске на Землю было проведено испытание системы управления спуском на базе цифрового прибора БИУС (блок интегрирования угловых скоростей) с использованием оптоволоконных гироскопов.

## Задачи миссии
Это первый запуск пилотируемого корабля «Союз MC» с использованием ракеты-носителя «Союз-2.1а», предыдущей версией ракеты-носителя был «Союз-ФГ». Беспилотный вариант запуска выполнен с целью сертификации ракеты и корабля, для проверки всех систем во взаимодействии при пуске. Пуском проведено испытание взаимодействия цифровой системы управления ракеты-носителя «Союз-2» с аналоговой системой аварийного спасения. Для ракет «Союз-ФГ» c аналоговой системой управления азимут пуска устанавливается поворотом стартового стола, а ракета «Союз-2», с цифровой системой управления, разворачивается в полёте. Этот поворот может быть воспринят аналоговой системой аварийного спасения как сигнал о нештатной работе ракеты и привести к отстрелу корабля. На корабле установлена новая система аварийного спасения.

### Особенности комплектации
От обычного серийного корабля «Союза МС» вариант «Союза МС-14» отличался модернизированной системой управления движением и навигации (СУДН) c соответствующей доработкой отдельных бортовых систем, отсутствием части приборов и агрегатов, необходимых для обеспечения работы экипажа, что позволило увеличить полезную нагрузку. Результаты полётных испытаний модернизированной СУДН, которая была установлена на «Союзе МС-14» планируется использовать при производстве нового космического транспортного грузовозвращаемого корабля «Союз ГВК».

## Подготовка к запуску
В июле 2018 года в СМИ появились сообщения об отправке в данном запуске одного или двух роботов «FEDOR» (FEDOR — Final Experimental Demonstration Object Research). Принято решение отправить одного робота «Skybot F-850» — первого российского антропоморфного робота, разработанного НПО «Андроидная техника» и Фондом перспективных исследований по заказу МЧС России. 11 августа 2019 года робота, после тестовых испытаний на космодроме Байконур, поместили в штатное место космонавта космического корабля «Союз МС-14».
В 2018—2019 годах дата запуска корабля неоднократно корректировалась. 2 августа 2019 года Совет главных конструкторов Роскосмоса принял решение провести запуск «Союз MC-14» 22 августа 2019 года.

## Полёт

### Запуск
22 августа 2019 года в 06:38:32 мск со стартового комплекса площадки № 31 космодрома Байконур успешно стартовала ракета-носитель «Союз-2.1а» с космическим кораблём «Союз МС-14». На 113 секунде полёта ракеты была успешно испытана система аварийного спасения космического корабля «Союз МС», который впервые запускался ракетой-носителем «Союз-2.1а».

### Стыковка корабля с МКС
Сближение корабля «Союз МС-14» с Международной космической станцией и причаливание к исследовательскому модулю «Поиск» планировалось провести в автоматическом режиме под контролем специалистов ЦУП и космонавтов Роскосмоса Алексея Овчинина и Александра Скворцова с борта станции. Программа полёта предусматривала двухсуточную схему сближения корабля с МКС. Его стыковка была запланирована на 24 августа 2019 года в 08:30 мск. Однако, ТПК «Союз МС-14» не смог состыковаться с МКС в запланированное время из-за неполадок в усилителе системы стыковки корабля «Курс», находящемся на МКС. Корабль подошёл к станции на расстояние менее 100 метров, завис, а затем начал отходить от неё. Командир МКС космонавт Алексей Овчинин после неоднократных неудачных попыток провести стыковку с помощью основной и резервной систем сближения корабля «Союз» в 05:36 мск дал команду на прерывание операции стыковки. После этого «Союз МС-14» был отведён на безопасное расстояние от станции и продолжил полёт рядом с МКС.
Данные, полученные 26 августа 2019 года при перестыковке корабля «Союз МС-13» со стыковочного узла модуля «Звезда» на стыковочный узел модуля «Поиск», подтвердили неисправность аппаратуры в стыковочном узле станции. В ходе перестыковки автоматический захват корабля произведён не был. «Союз МС-13» был перестыкован в ручном режиме.
Вторая попытка стыковки ТПК «Союз МС-14» с МКС была проведена 27 августа, в 06:08 мск корабль в автоматическом режиме успешно причалил к станции. Корабль доставил на МКС 670 кг сухих грузов: оборудование для научных экспериментов, средства медицинского обеспечения, контейнеры с рационами питания, посылки для экипажа и антропоморфного робота Skybot F-850.
В сентябре 2019 года выяснилась причина, которая помешала в автоматическом режиме пристыковать «Союз МС-14» к МКС. Космонавт Александр Скворцов при проверке оборудования на МКС обнаружил неподключённый кабель системы сближения «Курс». После подключения кабеля к системе, она была протестирована ЦУПом и заработала без ошибок.
Среди научного оборудования на станцию был доставлен широкоугольный телескоп Mini-EUSO, который установили в российском модуле «Звезда». С помощью телескопа планируется проводить наблюдения атмосферы в ультрафиолетовом спектре. Телескоп Mini-EUSO был одобрен Роскосмосом и включён под названием UV Atmosphere в российскую «Сценическую программу научных и прикладных исследований и экспериментов».
Российские космонавты 60-й экспедиции на МКС Алексей Овчинин и Александр Скворцов протестировали в рамках эксперимента «Испытатель» системы робота в условиях космического полёта. В ходе тестирования было проведено восемь сеансов работы Skybot F-850 в копирующем и автоматическом режиме управления. Во время нахождения на борту «Союз МС» было два сеанса в автоматическом режиме: при выведении и спуске, во время работы на борту российского сегмента МКС прошло шесть сеансов — в автоматическом или копирующем режиме. Во время тестирования робот осуществлял движение головным модулем и манипуляторами, захват инструмента, а также произносил аудиофразы.

### Посадка
6 сентября 2019 года в 21:14 мск корабль «Союз МС-14» отстыковался от МКС, 7 сентября в 00:06 мск было произведено разделение его на три отсека: бытовой, приборно-агрегатный и спускаемый аппарат. Бытовой и приборно-агрегатный отсеки сгорели в атмосфере. В 00:32 мск того же дня спускаемый аппарат корабля «Союз МС-14» с антропоморфным роботом Skybot F-850 и грузами успешно приземлился в 147 км юго-восточнее города Жезказган. При спуске на Землю также было проведено испытание системы управления спуском на базе цифрового прибора БИУС (блок интегрирования угловых скоростей) с использованием оптоволоконных гироскопов.

## После полёта
Спускаемый аппарат корабля «Союз МС-14» планируется установить в парке «Притяжение» города Магнитогорска в июне 2021 года.